# Anthrenus namibicus
Anthrenus namibicus es una especie de escarabajo de piel del género Anthrenus, categorizada en la tribu Anthrenini, de la subfamilia Megatominae. Mide aproximadamente 2,2 mm de longitud.

## Distribución
Se distribuye por África: Namibia.

## Taxonomía
Fue descrita por Háva en 2000.